# Barrage de Saint-Sernin-du-Bois
Le barrage de Saint-Sernin-du-Bois est un barrage français de type poids voute établi sur le ruisseau du Foulon, sur le territoire de la commune de Saint-Sernin-du-Bois, dans le département de Saône-et-Loire en Bourgogne-Franche-Comté.
Mise en service en 1921, le barrage, initialement destiné à l'alimentation en eau des usines du Creusot, sert aujourd'hui de réservoir pour l’alimentation en eau potable de l'agglomération.
Il est la propriété de la Communauté urbaine Creusot Montceau qui en assure également l'exploitation.

## Histoire
Ordonné par la puissante famille Schneider, ce barrage doit son utilité originelle à la nécessité d'alimenter en eau les usines du Creusot. 
Il est construit sur une dérivation du ruisseau du Foulon réalisée après 1860. Confrontée à la confiscation de cette ressource vitale, la commune de Saint-Sernin demanda des compensations et les Schneider transigèrent en élevant des fontaines, des lavoirs et en accordant des facilités liées à l'usage de l'eau et la présence du barrage. 
En 1975, ce qui était encore l'usine Creusot-Loire cèda son barrage aux communes du Creusot et de Montceau-les-Mines.
Le barrage (et ses deux réservoirs) constitue, de nos jours, l'un des éléments les plus pittoresques du patrimoine de Saint-Sernin-du-Bois, commune labelisée « Cité de caractère » en décembre 2019.

## Construction
La construction, réalisée sous la direction de Pierre Terrade, a duré du 21 mars 1917 à 1922. 
L'ouvrage fut mis en service, encore inachevé, le 15 mars 1921. 
Le chantier a occupé soixante personnes, qui furent employées à déblayer 4 000 m3, mettre en place 200 m3 de béton et 500 m3 de pierres de taille en granit de Bouvier.

## Caractéristiques
Les principales caractéristiques du barrage sont les suivantes : 
- type : barrage voûte creux ;
- structure interne : 31 puits d'exfiltration d'eau reliés par galeries sous surveillance ;
- hauteur, longueur : 23 m × 120 m ;
- volume de retenue : 880 000 m3 (Étang de Saint-Sernin) ;
- surface du plan d'eau : 17 hectares.

## Sources
- Ressource relative à l'architecture :   - Structurae
- Jean-Claude Pierrat, « Les galeries du barrage creux de Saint-Sernin-du-Bois », Le Journal de Saône-et-Loire, édition du 16 août 2013 (page 6).